# Ai Hashimoto
Ai Hashimoto (橋本 愛, Hashimoto Ai), née le 12 janvier 1996 dans la préfecture de Kumamoto, est une actrice et mannequin japonaise.

## Carrière
Hashimoto fait ses débuts après avoir remporté le grand prix HUAHUA Audition en 2009. Elle apparaît dans Confessions en 2010 et tient le premier rôle dans The Kirishima Thing en 2012, pour lequel elle remporte le prix révélation féminine des Nippon Akademī-shō and Kinema Junpo. Elle apparait également comme Sadako dans Sadako 3D.

## Filmographie sélective

### Cinéma
- 2008 : Daikessen! Chô urutora 8 kyôdai de Takeshi Yagi : Atsuko Sasaki
- 2010 : Confessions de Tetsuya Nakashima : Mizuki Kitahara
- 2011 : Ôki-ke no tanoshii ryokô: Shinkon jigoku-hen de Ryûichi Honda
- 2011 : Kanseitou de Takahiro Miki : Mizuho
- 2011 : Avatar de Atsushi Wada : Michiko Abukumagawa
- 2012 : Home: Itoshi no Zashiki Warashi de Akiyoshi Kimata : Azumi Takahashi
- 2012 : Sadako 3D (貞子3D?) de Tsutomu Hanabusa (en) : Sadako Yamamura
- 2012 : Sûpu: Umarekawari no monogatari de Yuki Otsuka : Chiaki
- 2012 : Another de Takeshi Furusawa : Misaki Mei / Misaki Fujioka
- 2012 : The Kirishima Thing de Daihachi Yoshida : Kasumi Higashihara
- 2012 : Bungô: Sasayaka na yokubô de Kazuyoshi Kumakiri, Ken'ichirô Nishiumi, Kôsai Sekine, Masaaki Taniguchi, Masanori Tominaga et Nobuhiro Yamashita
- 2012 : Tsunagu de Yûichirô Hirakawa
- 2013 : Goodbye Debussy de Gô Rijû
- 2013 : Kuchizuke de Yukihiko Tsutsumi
- 2013 : Ore wa mada honki dashite nai dake (en) de Yûichi Fukuda
- 2014 : Otona doroppu de Ken Iizuka
- 2014 : Kawaki (en) de Tetsuya Nakashima : Emi Morishita
- 2014 : Little Forest (partie 1) de Jun'ichi Mori : Ichiko
- 2014 : Parasite de Takashi Yamazaki : Satomi Murano
- 2015 : Wonderful World End (en) de Daigo Matsui
- 2015 : Little Forest (partie 2) de Jun'ichi Mori : Ichiko
- 2014 : Parasite 2 de Takashi Yamazaki : Satomi Murano
- 2015 : Zan'e: Sunde wa ikenai heya (en) de Yoshihiro Nakamura : Kobu
- 2016 : The Shell Collector (ja) de Yoshifumi Tsubota
- 2016 : Utsukushii hito de Isao Yukisada
- 2016 : Bâsudê kâdo de Yasuhiro Yoshida
- 2016 : Koto de Yûki Saitô
- 2017 : Utsukushii hoshi (en) de Daihachi Yoshida
- 2017 : Pâkusu de Natsuki Seta
- 2020 : Tempura (私をくいとめて, Watashi o kuitomete?) d'Akiko Ōku (en) : Satsuki

### Télévision
- 1998 : Urutoraman Gaia (série télévisée) : Atsuko 'Akko' Sasaki
- 2012 : Irodori himura (série télévisée) : Ai
- 2012 : Hatsukoi (série télévisée)
- 2012 : Tsumi to batsu (série télévisée)
- 2012 : Riyû (téléfilm)
- 2013 : Sujinashi (série télévisée)
- 2013 : Amachan (série télévisée) : Yui Adachi
- 2013 : Hard Nuts!: Sûgaku Girl no jikenbo (série télévisée) : Kurumi namba
- 2014 : Wakamonotachi (série télévisée) : Kasumi
- 2023 : Makanai : Dans la cuisine des maiko (série télévisée) de Hirokazu Kore-eda :  Momoko